# Drakenburg

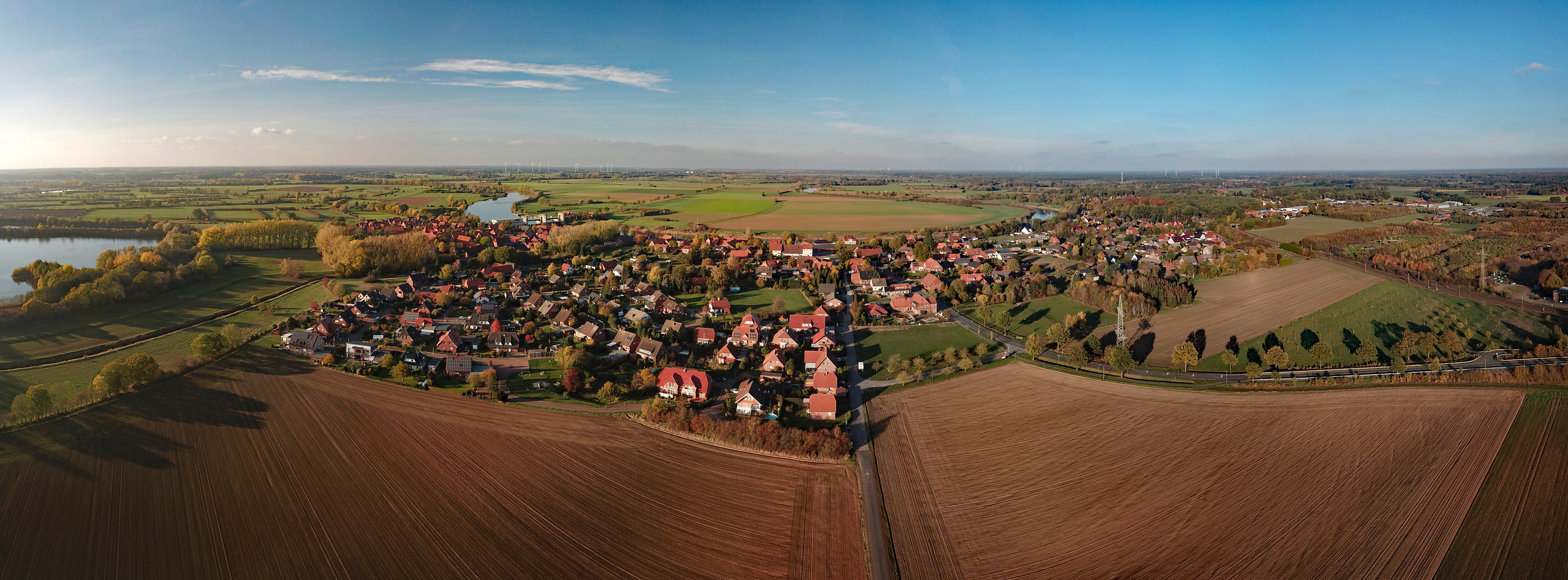
Luftbildpanorama

Die Gemeinde Drakenburg ist ein Mitglied der Samtgemeinde Heemsen im niedersächsischen Landkreis Nienburg/Weser. Sie bezeichnet sich als Flecken.

## Geografie
Drakenburg liegt am Ostufer der Weser, gleich nördlich der Kreisstadt Nienburg.

## Geschichte
Alte Bezeichnungen des Ortes sind 1025 Demeborg, 1227 Drakenburg, 1288 Drakenburg und 1294 Drakenburch. Der Wortteil „Drake“ könnte von „Drachen“ abgeleitet sein. Da Drachen jedoch selten in alten Namen vorkommen, geht man eher davon aus, dass es sich auf den alten Vornamen „thraka“ – „Kampf, Andrang, Stärke“ bezieht oder auf „Dreck“ im Sinne von „Morast, Sumpf“. Am wahrscheinlichsten kommt es aus dem mitteldeutschen „Drake, Dragge“ – „Anker, Klammer“. Das würde bedeuten, dass die Burg als „Ankerburg“ oder „Klammerburg“ zu verstehen wäre.
Die mittelalterliche Drakenburg (Niederdeutsch für Drachenburg), die dem Ort seinen Namen gab, war eine unmittelbar an der Weser gelegene Burganlage und diente als Sperr- und Zollbefestigung zur Kontrolle der Weserschifffahrt und eines Flussübergangs. Über ihr Aussehen ist so gut wie nichts bekannt. Sie war im Besitz der Grafen von Wölpe, die ab 1277 hier mehrfach urkundeten. Drakenburg war nach dem Erlöschen des Wölper Grafengeschlechtes 1302 als Lehen des Herzogtums Braunschweig-Lüneburg im Besitz der Grafen von Hoya. Entstanden war die Burg vermutlich bereits im 12. Jahrhundert. Sie wurde im 14. Jahrhundert während der Mandelsloher Fehde zerstört, wahrscheinlich 1381. In welchem Umfang die Burg danach wieder aufgebaut wurde, ist unbekannt. Bis etwa 1450 wird die Burg in den Quellen erwähnt. Eindeutige Zeugnisse eines Fortbestehens der Burg nach 1450 gibt es nicht. Die wenigen Erwähnungen der Burg in Quellen der Zeit von 1390 bis 1450 und ihr Verschwinden sprechen ohnehin gegen eine besondere Bedeutung. Ihre Reste wurden zu einem unbekannten Zeitpunkt, wahrscheinlich durch ein Hochwasser der Weser im 17. Jahrhundert zusammen mit dem Boden auf dem sie stand abgetragen. Ihr Standort ist nicht mehr lokalisierbar, da das Gelände heute zum Flusslauf der Weser gehört.
1547 kam es nach dem Abbruch der kaiserlichen Belagerung Bremens während des Schmalkaldischen Krieges zur Schlacht bei Drakenburg. Dabei trafen bei Drakenburg in Wesernähe in einer offenen Feldschlacht die Truppen des Herzog Erich II. zu Braunschweig-Lüneburg und die des Schmalkaldischen Bundes unter dem  Grafen Albrecht von Mansfeld zusammen.

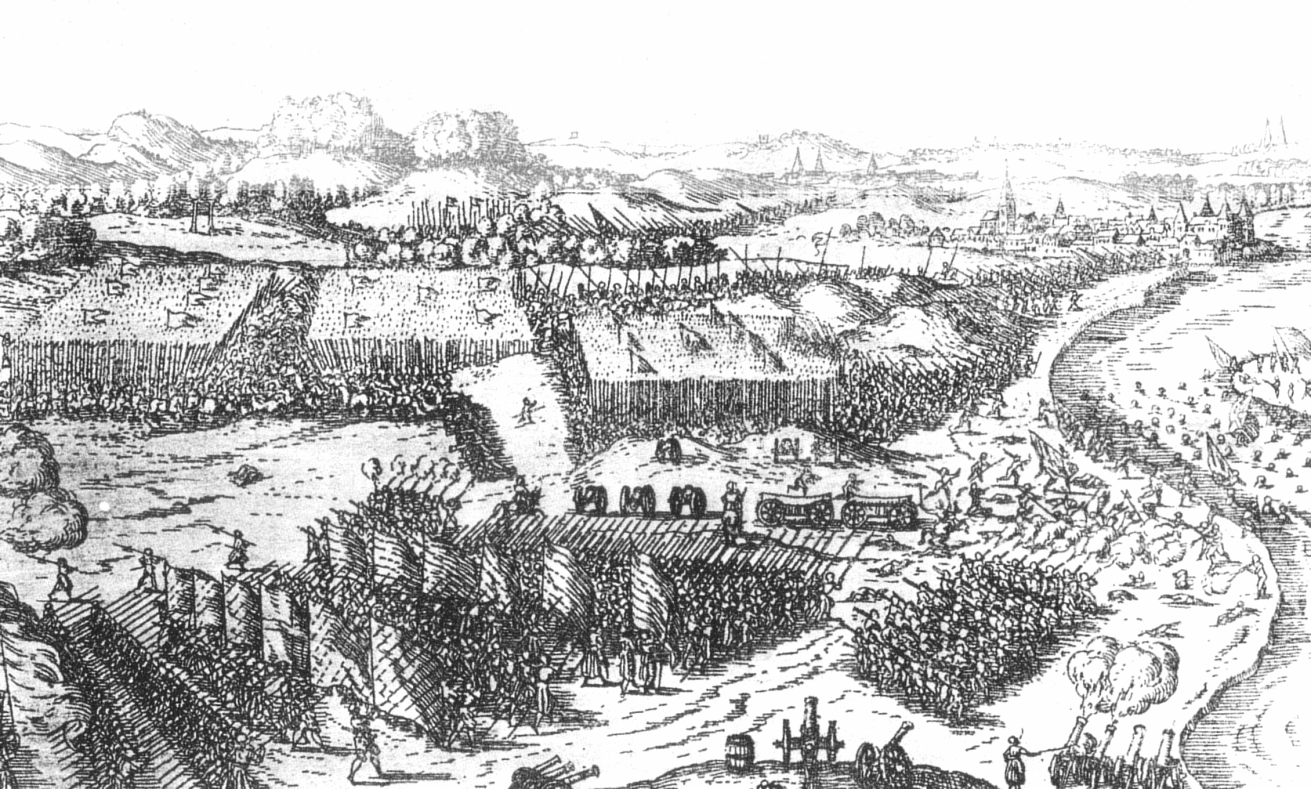
Schlacht bei Drakenburg 1547, rechts die Weser, im Hintergrund der Ort mit Schloss
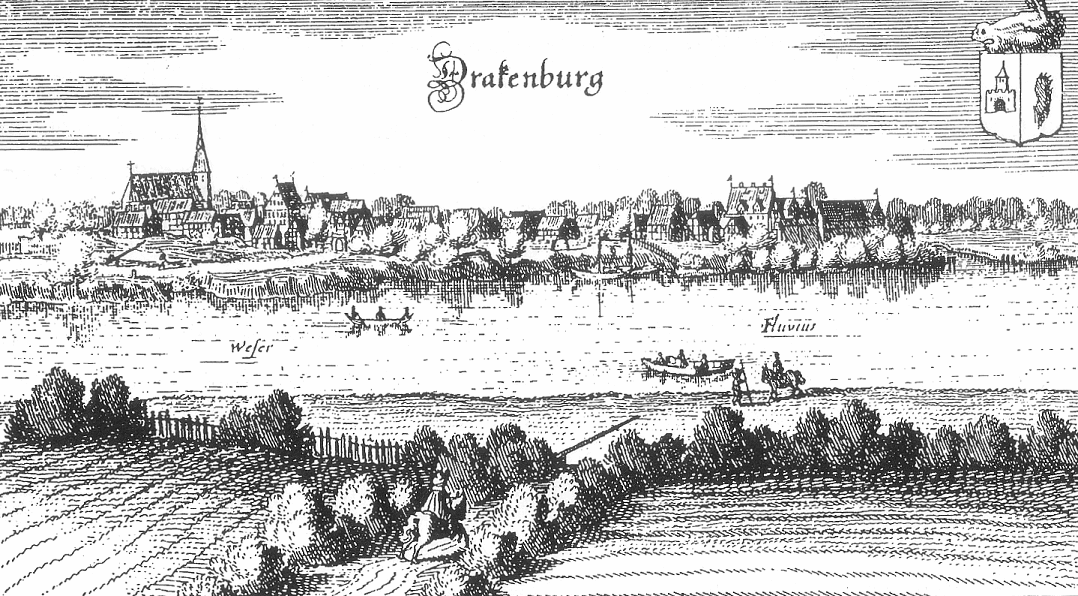
Drakenburg, Matthäus Merian 1654

Neben der mittelalterlichen Drakenburg gab es im Ort eine dreiflügelige Schlossanlage, wohl erbaut von Heinrich Rantzau, der durch seine Ehe mit Christine von Halle Herr des größten Rittergutes in Drakenburg geworden war. Sie wurde im Dreißigjährigen Krieg 1627 ebenso wie der Ort Drakenburg während der zweiten Belagerung Nienburgs durch Johann T’Serclaes von Tilly von den dänischen Verteidigern Nienburgs niedergebrannt. Damit sollte verhindert werden, dass Tilly sich wie bei der ersten Belagerung Nienburgs in Drakenburg einquartieren konnte. Diese Maßnahme konnte jedoch die Einnahme Nienburgs durch die Kaiserlichen nicht verhindern. Das Schloss war 1790 von einem weiteren Brand betroffen. Erhalten sind das Hoftor im Renaissancestil (Prachtportal von Drakenburg) sowie ein Flügel des Hauptgebäudes.
Beim Weihnachtshochwasser 2023/2024 wurde mit 8,42 Meter der historische Wasserstand vom Weserdurchbruch 1981 in Drakenburg mit 8,34 Meter überschritten.

## Religion
Die Evangelisch-lutherische St.-Johannis-Kirchengemeinde in Drakenburg wurde am 1. Februar 2012 mit der St.-Michaelis-Kirchengemeinde in Heemsen zur Evangelisch-lutherischen Kirchengemeinde Drakenburg-Heemsen zusammengeschlossen.

## Politik

### Gemeinderat
Der Gemeinderat hat elf gewählte Mitglieder, die durch eine Kommunalwahl für jeweils fünf Jahre gewählt werden. 
Bei der letzten Kommunalwahl 2021 ergab sich folgende Sitzverteilung:
- SPD: 4 Sitze
- CDU: 3 Sitze
- WG: 3 Sitze
- Grüne: 1 Sitz

### Bürgermeister
Bürgermeister ist Olaf Mielke (SPD).

## Kultur und Sehenswürdigkeiten

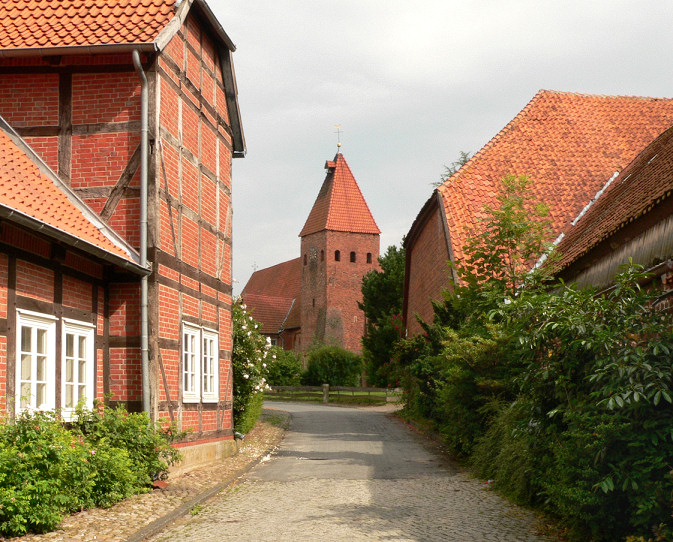
Ortskern mit Kirche

### Kirche
Die mittelalterliche Pfarrkirche Johannis-der-Täufer steht mitten im Ortskern des Fleckens.

### Burgmannshöfe und Rittergüter
- Schlossgut, ein geschichtlich bedeutendsamer Gebäudekomplex der Weserrenaissance mit dem Prachtportal von Drakenburg
- Kirchhofsgut
- Westliches Wesergut

### Heimatmuseum
- Ole Schüne (Alte Scheune), heute Heimatmuseum

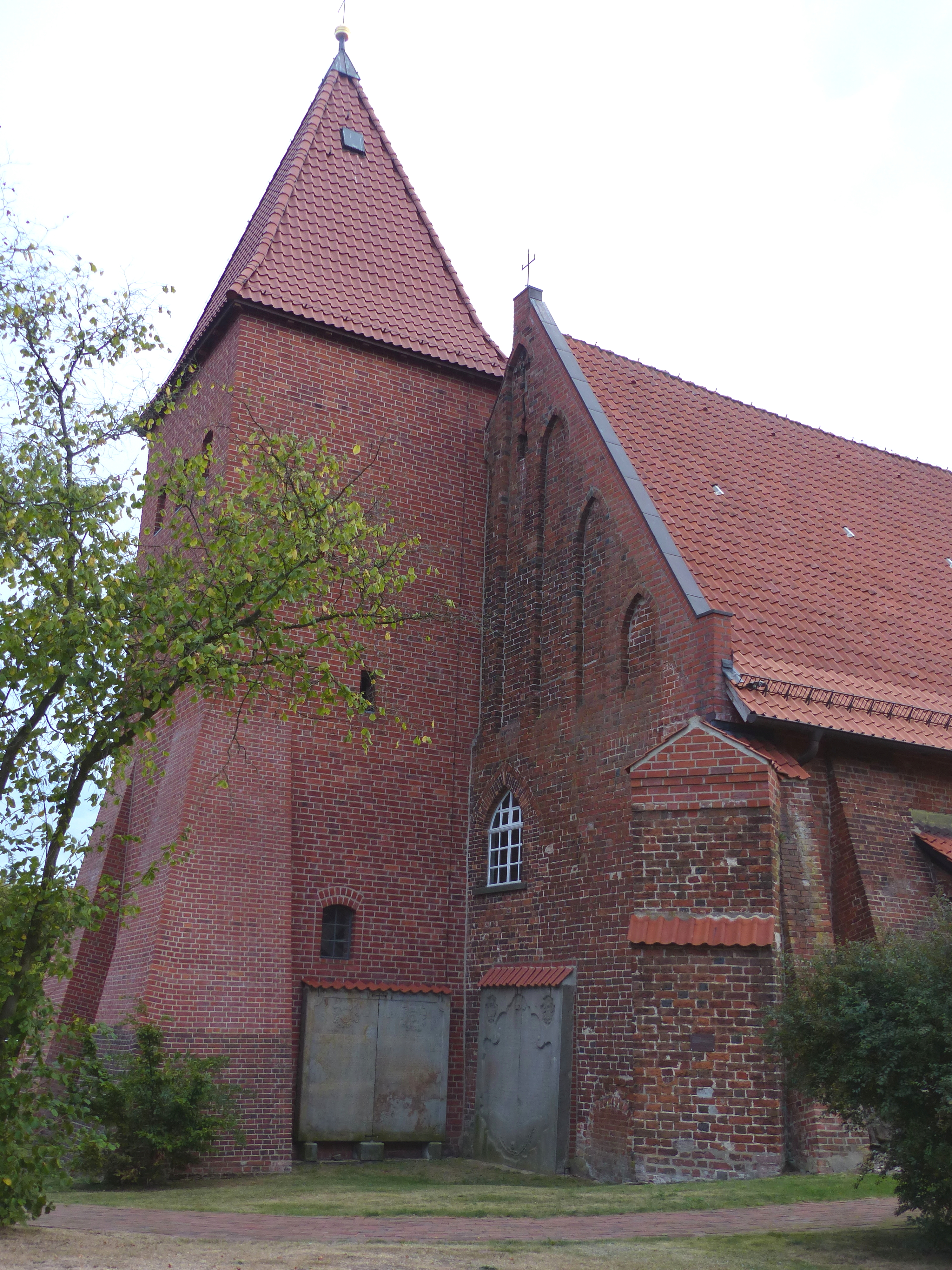
Kirche St.-Johannis-der-Täufer
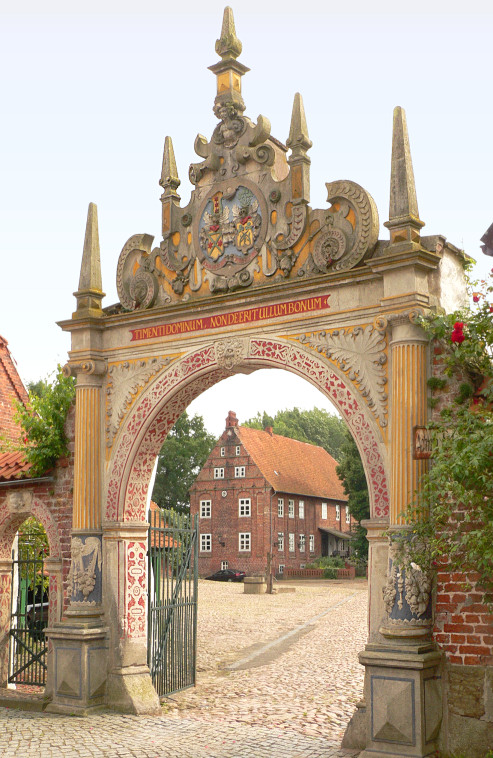
Prachtportal von Drakenburg vor dem Schlossgut
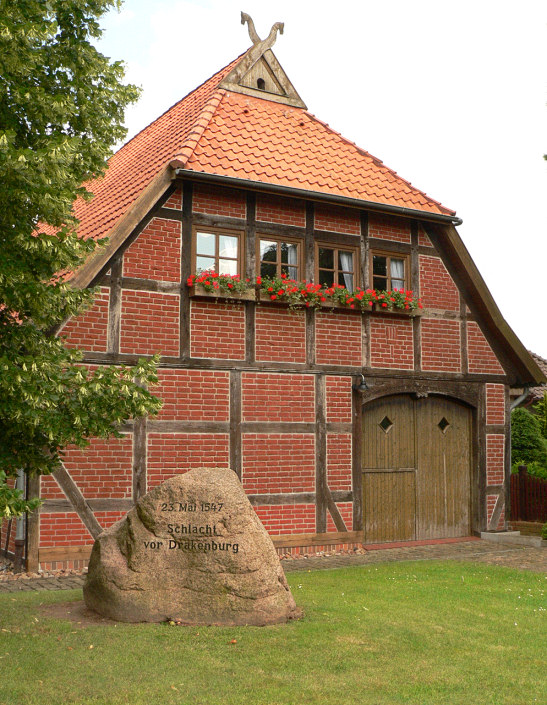
Heimathaus mit Gedenkstein für die Schlacht bei Drakenburg
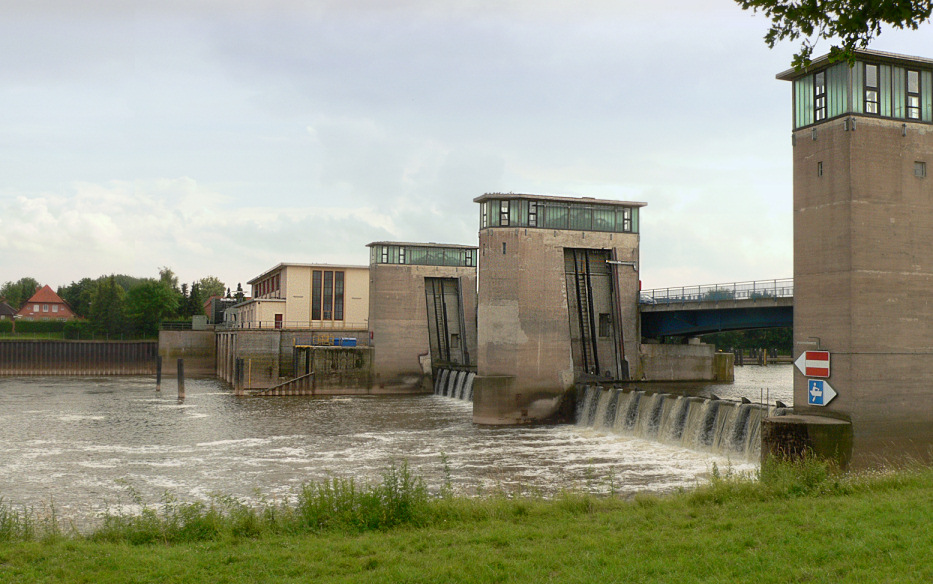
Staustufe Drakenburg in der Weser

### Grünflächen und Naherholung
- Wassarium, Info-Park zum Thema Trinkwasser

### Veranstaltungen
- Maibaumpflanzen
- Scheibenschießen (erste volle Juli-Woche)
- Erntefest
- Internes Hallenturnier vom TuS Drakenburg

## Verkehr
Drakenburg liegt an der Bahnstrecke Wunstorf–Bremen.

## Söhne und Töchter der Gemeinde
- Heinrich Friedrich Ludwig Adolph Zinne (1853–1930), Porträt- und Atelierfotograf, Vertrauensmann des Rechtsschutzverbandes Deutscher Photographen
- Hermann Benjes (1937–2007), Naturfotograf, Schriftsteller, Landschaftsgärtner und Erfinder der Benjes-Hecken
- Jan Timke (* 1971), Politiker (STATT, Schill, BIW), Vorsitzender und Mitbegründer der 2004 gegründeten rechtspopulistischen Wählervereinigung Bürger in Wut (BIW) und Mitglied der Bremischen Bürgerschaft